# Базова двойка
В молекулярната биология, базова двойка се наричат два нуклеотида на две взаимнодопълващи се ДНК или РНК нишки, които са свързани чрез водородни връзки. В каноничното съчетаване на Уотсън-Крик, в ДНК аденинът (А) образува базова двойка с тимина (Т), гуанинът (Г) с цитозина (Ц). В РНК, тиминът бива заменен от урацил (У).
|  | Тази страница частично или изцяло представлява превод на страницата Base pair в Уикипедия на английски. Оригиналният текст, както и този превод, са защитени от Лиценза „Криейтив Комънс – Признание – Споделяне на споделеното“, а за съдържание, създадено преди юни 2009 година – от Лиценза за свободна документация на ГНУ. Прегледайте историята на редакциите на оригиналната страница, както и на преводната страница, за да видите списъка на съавторите. ВАЖНО: Този шаблон се отнася единствено до авторските права върху съдържанието на статията. Добавянето му не отменя изискването да се посочват конкретни източници на твърденията, които да бъдат благонадеждни. |